# Floridosentis mugilis
Floridosentis mugilis is een soort haakworm uit het geslacht Floridosentis. De worm behoort tot de familie Neoechinorhynchidae. Floridosentis mugilis werd in 1951 beschreven door Machado.